# Victor Caixeta
Victor Caixeta (Uberlândia, 5 aprile 1999) è un ballerino brasiliano, primo ballerino dell'Het Nationale Ballet dal 2023 al 2024 e della Wiener Staatsoper dal 2025.

## Biografia
Nato e cresciuto a Uberlândia, ha iniziato a studiare danza a dodici anni e, tre anni più tardi, ha preso parte al Prix de Lausanne. Dopo aver studiato brevemente alla Scuola del National Ballet of Canada, ha proseguito con gli studi alla Staatliche Ballettschule di Berlino, diplomandosi nel 2017. Dopo il diploma è stato scritturato dal Balletto Mariinskij, di cui è diventato solista nel 2019.
In seguito all'invasione russa dell'Ucraina, nel marzo 2022 ha lasciato San Pietroburgo e, insieme a Ol'ga Vjačeslavovna Smirnova, si è unito all'Het Nationale Ballet. L'anno dopo è stato promosso al rango di primo ballerino dopo una rappresentazione de Il lago dei cigni in cui aveva danzato nel ruolo di Siegfried. Nello stesso anno ha fatto il suo esordio al Teatro dell'Opera di Roma danzando come Solor nell'allestimento di Benjamin Pech de La Bayadère. Nell'autunno 2024 ha lasciato la compagnia olandese per danzare come étoile ospite con diverse compagnie asiatiche ed europee; nel dicembre dello stesso anno ha esordito al Teatro Filarmonico di Verona ne Il lago dei cigni. Nel 2025 si unisce al Wiener Staatsballett, diretto da Alessandra Ferri, in veste di ballerino principale.